# بودنکیرشن
بودنکیرشن (به آلمانی: Bodenkirchen) یک شهر در آلمان است که در بایرن واقع شده‌است.

## خصوصیات
بودنکیرشن ۶۲٫۰۰ کیلومترمربع مساحت دارد ۴۷۰ متر بالاتر از سطح دریا واقع شده‌است.